# روب أوستين
روب أوستين (بالإنجليزية: Robb Austin)‏ هو سياسي أمريكي، ولد في 22 ديسمبر 1952 في كليفلاند في الولايات المتحدة. انتخب عضو مجلس نواب بنسيلفانيا.